# Grup Mixt
El Grup Mixt en un sistema parlamentari és un dels grups parlamentaris on s'han d'adscriure aquells representants polítics la formació electoral dels quals no hagi obtingut prou representants per a formar grup propi.
El Grup Mixt gaudeix de les mateixes prerrogatives que els altres grups, però els seus membres es veuen obligats a negociar els càrrecs interns, representants o temps d'intervenció pública.
Quan un representant abandona o és expulsat d'un grup parlamentari pot integrar-se al Grup Mixt. Així també, si un grup parlamentari veu reduït el nombre de membres fins al punt de quedar per sota del mínim exigit per a tenir grup propi, hom procedeix a la seva dissolució i els seus membres passen al Grup Mixt.
Per extensió, la definició s'aplica també a altres institucions representatives com ara als Ajuntaments.